# Hey Ash, Whatcha Playin'?
Hey Ash, Whatcha Playin'? (afgekort als HAWP) is een onafhankelijk geproduceerde web-serie van sketch-comedyvideo's van broer en zus Anthony Burch en Ashly Burch. De serie maakt gebruik van surrealistische humor en komische rivaliteit om de thema's, trends en de maatschappelijke impact van videogames te onderzoeken, waarbij elke aflevering zich meestal richt op één game. HAWP werd gedurende het eerste productiejaar gehost op Destructoid, en tot 2013 gesyndiceerd op GameTrailers, en wordt sindsdien onafhankelijk verspreid, met name op YouTube. In september 2020 werd de serie al meer dan 60 miljoen keer bekeken.

## Geschiedenis
Hey Ash, Whatcha Playin'? is ontstaan in de zomer van 2008, toen Ashly en Anthony Burch nog thuis woonden bij hun ouders in Phoenix, Arizona. Anthony Burch was een game-recensent bij Destructoid, waar hij in zijn Rev Rant-video's zijn mening gaf over 'tropes' die vaak voorkomen in hedendaagse games. Nadat hij een publiek had opgebouwd op de website, postte hij de eerste HAWP-aflevering op 29 mei 2008. De broer en zus werkten in de loop van de zomer samen om één aflevering per week te produceren, waarin ze lichtelijk overdreven versies van zichzelf speelden: Anthony, met zijn deadpan, snelle stem en uitgesproken mening, en Ashly, die hem zowel verbaal als fysiek tegenwerkt. Na verloop van tijd, toen de broer en zus de komedie en timing van de show verfijnden, zijn deze aspecten hun personages gaan definiëren.

Over het ontstaan van de serie zegt Anthony:
''Ash en ik kregen het idee voor HAWP tijdens de zomer; ons totale gebrek aan shit om te doen betekende dat we elke week een aflevering konden filmen, en vervolgens de Destructoid-gemeenschap onze aanwezigheid konden laten erkennen door pure kracht van kwantiteit. Het zou makkelijk voor Destructoid zijn geweest om ons te vergeten als we gewoon elke maand een aflevering hadden gefilmd, of zoiets.''
Ashly Burch beschrijft de aard van hun samenwerking:
''Het was ongelooflijk leuk. Anthony en ik hadden nog nooit op die manier samengewerkt, alleen met z'n tweeën, en ik vond het echt leuk. Terugkijkend op die eerste afleveringen, denk ik dat ze verbleken in vergelijking met de kwaliteit van de afleveringen in ons huidige seizoen - dat wil zeggen, er zijn minder dode-baby grappen - maar ik vind het leuk om ze af en toe opnieuw te bekijken om te zien wat erin werkte. Het is vooral de dynamiek die we tussen Anthony en mij hebben weten te creëren die ik het beste vond.''
Sinds de tweede helft van het seizoen wordt Justin Yngelmo genoemd als medeschrijver, regisseur en editor van de serie. Een korte film samenwerking tussen de Hey Ash-crew en Freddie Wong ging in première op het Sundance Film Festival 2014 als onderdeel van Nintendo's officiële bijdrage.

## Format
Bijna elke aflevering begint met Ashly, comfortabel zittend met een controller, terwijl haar broer achter haar aan komt lopen en de titel van de show uitspreekt: ''Hey Ash, Whatcha Playin'?''. Ashly antwoordt hem dan met het spel van de aflevering in een kinderlijk accent. Alle audio wordt hier aangevuld met een game-lettertype, en de camera springt abrupt over naar de inhoud van de aflevering van de week.
De afleveringen variëren in toon, maar bevatten meestal veel surrealistische humor. In een vroege aflevering speelt Ashly bijvoorbeeld aspecten van Super Mario World 2: Yoshi's Island na, waarbij ze een speelgoedkind op haar rug vastbindt en met haar achterwerk cupcakes plet op een aanrecht. In een andere vroege aflevering speelt ze delen van Professor Layton na, waarbij ze op zoek gaat naar hintmunten en een bizarre puzzel oplost waarbij prostituees betrokken zijn. Naarmate de seizoenen vorderden, werd de komedie strakker door vooruitgang in de montage en het schrijven van scripts, en Justin Yngelmo voegde productiewaarde en een verfijnde aanpak toe aan het maken van nieuwe afleveringen.
Elke aflevering eindigt met een aftiteling in hetzelfde lettertype, soms met een regel of twee amusant commentaar. Na DVD-releases of andere projecten van de broer en zus, wordt er een of twee dia's lang reclame gemaakt. Vanaf seizoen twee is het thema van het einde veranderd in "The Massacre" van chiptune artiest FantomenK, om inbreuk op het auteursrecht te voorkomen. Af en toe verschijnt er een korte stinger, waarna de aftiteling eindigt.

## Personages

### Ashly Burch

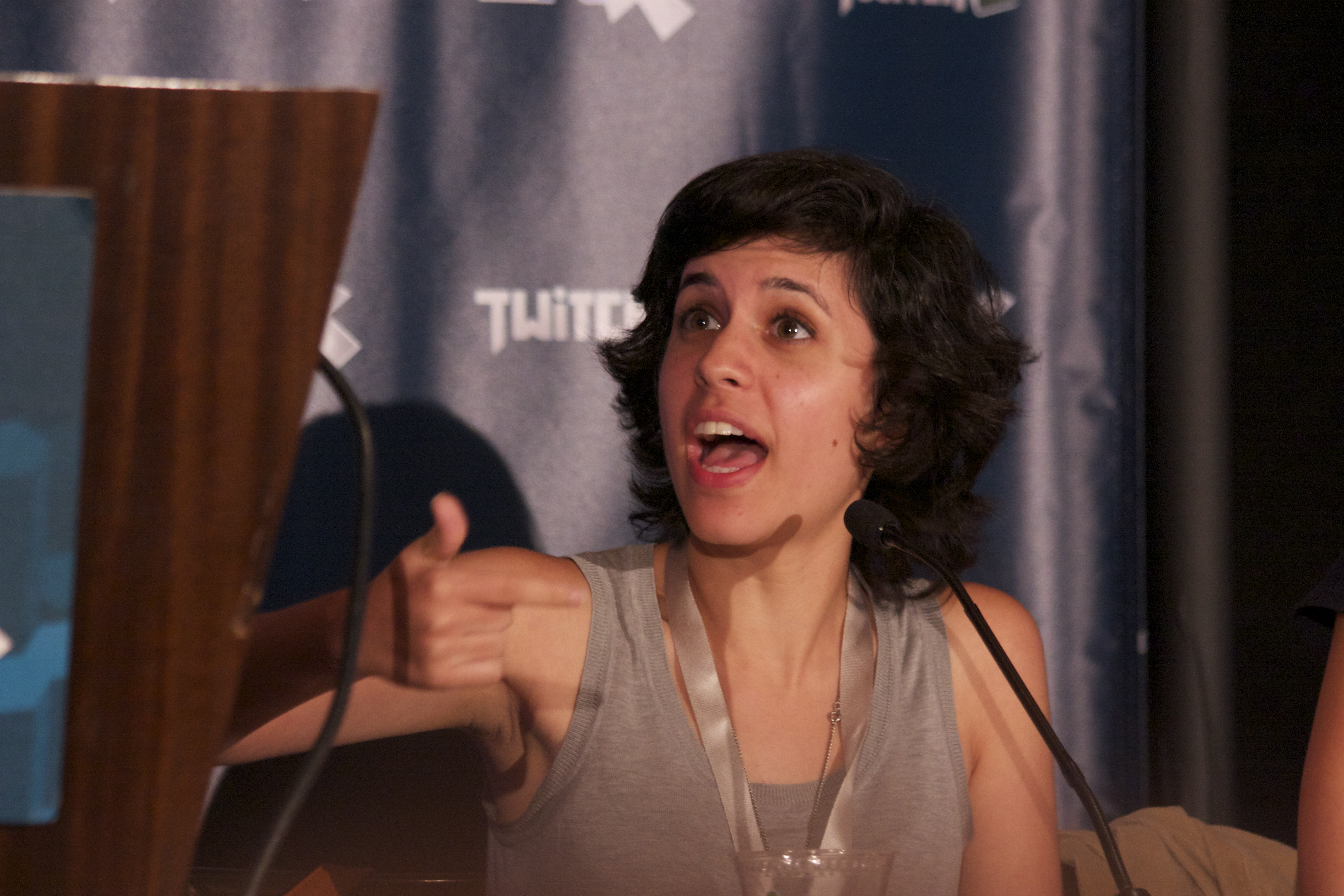
Ashly Burch in 2013

De manische, wilde Ashly Burch, de gelijknamige "Ash" uit de titel van de serie, speelt de losgeslagen Burch-zus. Ze jaagt haar broer regelmatig en onverbiddelijk tegen zich in het harnas en karakteriseert hem op camera als zwak en verwijfd. Ze wordt meestal gesteund in haar frequente aanval op zijn karakter door de passiviteit van andere aanwezigen, tot zijn vocale chagrijn. Soms neemt een personage haar over, of plaatst ze zichzelf per ongeluk in een nadelige positie: voorbeelden zijn de zwembadscène in The Sims door toedoen van Ashley Davis, de moeiteloze positie van Papa Burch boven haar, zoals in de aflevering Lord of the Rings.

### Anthony Burch
Anthony Burch, meestal het enige verstandige personage in de serie, is een tegenpool van Ashly. Hij is bijna altijd de ontvanger van de waanzin en absurditeit van zijn zus, en negeert meestal haar wilde acties of vraagt er sarcastisch aandacht voor. Andere personages merken vaak op dat hij slecht ruikt. Als een personage in een aflevering gewond raakt, is dat meestal Anthony, die geen hulp krijgt van de anderen.

### Papa Burch
Breakout-cameo personage Papa Burch (David Burch) is de patriarch van de Burch huishouden, en een fervent lezer van romans. In een van de eerste afleveringen bleek hij een encyclopedische kennis te hebben van de Twilight Saga, en meestal verschijnt hij een korte keer per aflevering met één of twee regels. Zijn minimale betrokkenheid in de show zorgt voor meer komedie in zijn korte optredens, en hij lijkt de stamvader te zijn van zowel Ashly's losse greep op de realiteit als Anthony's deadpan houding. Hij neemt deel aan panels over het werk van zijn kinderen en is een constante 'fan favorite'.

### Leigh Davis
Leigh Davis is de bedenker en producent van Once Upon a Pixel, een spin-off webserie gewijd aan het herontdekken van videogame personages en plots in een sprookjesachtige benadering. Ze was de echte vrouw van Anthony Burch en maakte de overgang van vriendin naar verloofde op camera tijdens de verrassingsintro van de Sims-aflevering van HAWP. Haar personage heeft een aanbiddelijke en wijde open houding ten opzichte van de capriolen van de broer en zus, maar bij twee gelegenheden heeft ze een duistere kant laten zien door Ashly Burch dodelijk te bedreigen. Hoewel ze aanvankelijk een figurant was in de eerste afleveringen, is haar aanwezigheid geleidelijk toegenomen, en nu is ze meestal te zien in elke aflevering tot de finale van seizoen 5, na haar scheiding van Anthony Burch in het echte leven.

## Ontvangst
Hey Ash, Whatcha Playin'? heeft sinds het begin positieve beoordelingen gekregen. De cast verschijnt regelmatig op de Penny Arcade Expo conventies om fans te ontmoeten en de evolutie van de videogame cultuur te bespreken. Stemacteur David Hayter, de stem van Solid Snake in de Metal Gear Solid-serie, droeg zijn stem bij aan de finale van seizoen 1.

## Ander werk
Anthony Burch is een werknemer van Rocket Jump; hij nam deze functie op zich nadat hij zijn voormalige baan als schrijver bij videospelontwikkelaar Gearbox Software had opgegeven. Hij was de hoofdschrijver voor Borderlands 2. Anthony is ook de mede-schrijver en mede-ster van de ter ziele gegane webserie "Anthony Saves the World", en heeft bijgedragen aan het Telltale Games' episodische avontuur, Tales From the Borderlands. Hij werkt momenteel voor Riot Games.
Ashly Burch speelde in verschillende kleine shorts, evenals een speelfilm uit 2012, Must Come Down, geschreven door Kenny Riches en geproduceerd door Patrick Fugit. Ze leende ook haar stem aan Tiny Tina, een niet-speelbaar personage in Borderlands 2, evenals de Bane, een "vervloekte" huurling dat vervelende geluiden en zinnen schreeuwt terwijl het de gebruiker ernstig beperkt in zijn bewegingsvrijheid. Daarnaast verzorgde ze de stemmen van Ayla in het spel Awesomenauts, Reid in Aliens: Colonial Marines, en Miss Pauling in Valve's Team Fortress 2 korte video's. Ashly sprak de stem in van Chloe Price in de videogame Life Is Strange van Dontnod Entertainment, waarvoor ze een Golden Joystick Award won. Meest recentelijk sprak Burch de hoofdrolspeelster Aloy in Horizon Zero Dawn en Horizon Forbidden West in, waarmee ze twee Golden Joystick Awards won en een nominatie kreeg voor The Game Awards.
De drie HAWP-personages Papa, Anthony en Ashly Burch waren allen te zien als DLC voor de videogame Saints Row IV uit 2013. Ze werden allemaal ingesproken door de originele cast en konden per telefoon gebeld worden om de speler te helpen in gevechten of om gewoon mee rond te hangen. Ze kunnen afzonderlijk worden gebeld, maar wanneer ze samen worden gebeld converseren ze met elkaar op een vergelijkbare manier als in Hey Ash, Whatcha Playin'?
Leigh Davis produceert momenteel een Web Comic genaamd JailBird en runt daarnaast haar eigen website oddlookingbird.com.

## HAWPcast & HeyAshTwitch
De show is ook het onderwerp van de podcast HAWPcast, oorspronkelijk alleen met Anthony en Ashly Burch, maar uitgebreid met onder andere Leigh Davis en Justin Yngelmo. De podcast werd zelden geüpdatet en ging meestal over videogame-filosofie en verschillende inzichten in hun leven en achtergrond, meestal ongeveer een uur per stuk. De standaard HAWP-uitzendingen werden op een bepaald moment bijna volledig vervangen door een format genaamd "Keepin' It Real", waarin de HAWP-crew opmerkelijke leden van de game-industrie interviewde. De reguliere HAWPcasts keerden terug in 2015, maar stopten in 2016. De HAWPcast werd vaak gestreamd op hun Twitch-kanaal HeyAshTwitch.

## Afleveringen
Uploaddatums verwijzen naar de datum waarop de aflevering is geüpload naar GameTrailers.com.

### Seizoen 1 (2008-2009)
| Nr. | Titel                     | Uploaddatum       | Beschrijving (Engels)                                                                        |
| --- | ------------------------- | ----------------- | -------------------------------------------------------------------------------------------- |
| 1.  | Ikaruga                   | 29 mei 2008       | Ash plays through Treasure’s greatest shooter, as Anthony begins to loathe it.               |
| 2.  | Zelda                     | 4 juni 2008       | Based on a true story, and thus significantly less zany than the other episodes.             |
| 3.  | Bioshock                  | 10 juni 2008      | A teenage girl reenacts the climactic scene from BioShock, to her brother’s chagrin.         |
| 4.  | Father’s Day              | 17 juni 2008      | A (at the time, and possibly now) late Father’s Day message from Anthony and Ashly.          |
| 5.  | Prof. Layton              | 24 juni 2008      | Ashly and her brother embark on a Professor Layton and the Curious Village-themed adventure. |
| 6.  | Smash Bros.               | 1 juli 2008       | Ashly Burch is the worst Super Smash Bros Brawl teammate in history.                         |
| 7.  | Final Fight               | 8 juli 2008       | The horror…                                                                                  |
| 8.  | E3 2008                   | 22 juli 2008      | Anthony is at E3, and Ashly is bored.                                                        |
| 9.  | Dark Knight               | 28 juli 2008      | Ashly is frustrated that a Dark Knight tie-in game has not yet been released.                |
| 10. | Braid                     | 3 september 2008  | Ashly uses tactics learned from Jon Blow’s Braid to correct a horrible mistake.              |
| 11. | Team Fortress 2           | 10 september 2008 | There’s a spy sappin’ Ash’s sentry.                                                          |
| 12. | ???                       | 17 september 2008 | For neither the first nor last time, Anthony has no idea what the hell Ash is doing.         |
| 13. | Guitar Hero               | 1 oktober 2008    | Ashly activates star power.                                                                  |
| 14. | Text Adventures           | 15 oktober 2008   | Ash is in a maze of twisting passages, all alike.                                            |
| 15. | A Brother in Need         | 29 oktober 2008   | For once, Ash decides to be helpful.                                                         |
| 16. | Left 4 Dead               | 12 november 2008  | Ash and Anthony are going to have to cooperate.                                              |
| 17. | I Love Videogames         | 26 november 2008  | Ash lists the things she’s thankful for.                                                     |
| 18. | Fan Service, of a Sort    | 10 december 2008  | What hath Ash wrought?                                                                       |
| 19. | The HAWP Before Christmas | 24 december 2008  | Why aren’t there any games about the holidays?                                               |
| 20. | 2008 in Review            | 7 januari 2009    | Ash and Anthony discuss how last year measured up to the year before it.                     |
| 21. | Persona 3                 | 21 januari 2009   | A nation mourns.                                                                             |
| 22. | Animal Crossing           | 4 februari 2009   | No resetting.                                                                                |
| 23. | Left 4 Dead Part 2        | 18 februari 2009  | Ash shows off her strategic mind.                                                            |
| 24. | Geometry Wars 2           | 4 maart 2009      | Ash brings two young lovers together.                                                        |
| 25. | Of Sexism                 | 18 maart 2009     | A flashback reveals Ash’s machinations.                                                      |
| 26. | 30 Seconds of Screaming   | 1 april 2009      | Never accuse Ash of false advertising.                                                       |
| 27. | Yoshi’s Cookie            | 15 april 2009     | Ash stuffs her face in a spoof on this classic video game.                                   |
| 28. | The New Gamer Dictionary  | 30 april 2009     | Like Webster’s, but with more references to Metal Gear.                                      |
| 29. | Street Fighter IV         | 13 mei 2009       | Ash and Anthony pay homage to the king of all fighting games.                                |
| 30. | Lips                      | 27 mei 2009       | Some songs we need not sing.                                                                 |
| 31. | Katamari Damacy           | 3 juni 2009       | Sometimes life isn’t funny.                                                                  |
| 32. | Trauma Center             | 25 juni 2009      | Video gamer, heal thyself.                                                                   |
| 33. | Once Upon a Pixel         | 8 juli 2009       | Who says fairy tales can’t include walking nuclear tanks?                                    |
| 34. | Like Big Boss             | 22 juli 2009      | Dear God, we hope this still feels relevant.                                                 |
| 35. | Metal Gear Solid 4        | 5 augustus 2009   | The end begins.                                                                              |
| 36. | The Sons of Big Boss      | 19 augustus 2009  | Can epic music make up for spectacularly bad martial artistry? Your call.                    |

### Seizoen 2 (2009-2010)
| Nr. | Titel                      | Uploaddatum       | Beschrijving (Engels)                                                                                    |
| --- | -------------------------- | ----------------- | --- |
| 1.  | Viva Piñata                | 6 september 2009  | Fathers can game too!                                                                                    |
| 2.  | Little King’s Story        | 9 oktober 2009    | Anthony and Ashly Burch enjoy video games, surreal humor, cupcakes, and video games. In that order.      |
| 3.  | Scene It?                  | 23 oktober 2009   | The Burches enter the sordid world of DVD board games.                                                   |
| 4.  | Penny Arcade Expo 2009     | 6 november 2009   | Ash pitches her movie idea.                                                                              |
| 5.  | Uncharted 2: Among Thieves | 20 november 2009  | Enough mind-bending similarities to Firefly to detonate your dome?                                       |
| 6.  | Left 4 Dead 2              | 4 december 2009   | The ballad of the Boomer.                                                                                |
| 7.  | Preggers                   | 18 december 2009  | Casual gaming has grave consequences.                                                                    |
| 8.  | Overlooked Games of 2009   | 4 januari 2010    | Spend your time in 2010 living in the past with the best overlooked games from 2009!                     |
| 9.  | The Most Dangerous Game    | 15 januari 2010   | Pokémon is a very dangerous game.                                                                        |
| 10. | Shadow Complex             | 1 februari 2010   | Ash struggles with an artist's homophobia while considering the purchase of Shadow Complex.              |
| 11. | Rock Band                  | 12 februari 2010  | These days, anyone can start a band.                                                                     |
| 12. | Psychonauts                | 26 februari 2010  | Ash dives into your brain!                                                                               |
| 13. | Heavy Rain                 | 12 maart 2010     | Papa Burch plays the future of interactive storytelling.                                                 |
| 14. | 1 vs 100                   | 28 maart 2010     | Ash faces a truly impossible question.                                                                   |
| 15. | Puzzle Quest               | 9 april 2010      | Ash exploits Anthony's visual handicap.                                                                  |
| 16. | Sleep is Death             | 23 april 2010     | Ash totally ruins an art game.                                                                           |
| 17. | Mother’s Day               | 8 mei 2010        | Ashly's mom gets in on the action.                                                                       |
| 18. | The Ballad of Bullet Bill  | 21 mei 2010       | What dark, crass thoughts dwell in the twisted mind of a Bullet Bill obsessed with one infamous plumber? |
| 19. | The Sims                   | 5 juni 2010       | Ashly Burch and Ashley Davis are different people. Did you know?                                         |
| 20. | Far Cry 2                  | 18 juni 2010      | Ash has her own reasons for liking Far Cry 2.                                                            |
| 21. | Fable II                   | 6 juli 2010       | Dad finishes Fable II in his own special way.                                                            |
| 22. | Gears of War               | 20 juli 2010      | Anthony describes creative new uses for Imulsion in his Gears of War fan fiction.                        |
| 23. | Ico                        | 30 juli 2010      | Ash celebrates Fumito Ueada's contributions to feminism.                                                 |
| 24. | Mass Effect 2              | 13 augustus 2010  | Ash doesn't take well to psychology and Papa Burch has his own priorities.                               |
| 25. | Rhythm Heaven              | 27 augustus 2010  | Ash drops an infectious beat with explosive consequences.                                                |
| 26. | Monkey Island              | 4 september 2010  | It's Dad's party and he'll play what he wants to.                                                        |
| 27. | Adventure Games Part I     | 25 september 2010 | The season finale begins. What would Guybrush do?                                                        |
| 28. | Adventure Games Pt. 2      | 9 november 2010   | In the Season 2 finale, Ash channels the spirit of Guybrush to sort out Nathan Drake and Marcus Fenix.   |

### Seizoen 3 (2011-2012)
| Nr. | Titel                            | Uploaddatum       | Beschrijving (Engels)                                                                                           | Opmerkingen                                          |
| --- | -------------------------------- | ----------------- | --- | ---------------------------------------------------- |
| 1.  | World of Warcraft                | 11 februari 2011  | Ash questions Anthony's marital relationship.                                                                   |                                                      |
| 2.  | Best Characters of 2010          | 28 februari 2011  | In the words of Geoff Keighly: "frightful fappucino."                                                           | Oorspronkelijk in première op Spike TV.              |
| 3.  | Harvest Moon 64                  | 11 maart 2011     | So many babes, so little time.                                                                                  |                                                      |
| 4.  | Limbo                            | 25 maart 2011     | If Ash were stuck in a dark forest, would you save her?                                                         |                                                      |
| 5.  | Red Faction: Guerrilla           | 8 april 2011      | Ash, Anthony, and Dad consider the merits of guerrilla warfare.                                                 |                                                      |
| 6.  | Ash at Gearbox Software (Part 1) | 22 april 2011     | Anthony brings Ash into the offices of Gearbox Software. What could go wrong?                                   |                                                      |
| 7.  | Red Dead Redemption              | 7 mei 2011        | You gotta know when to fold 'em.                                                                                |                                                      |
| 8.  | Nintendoland                     | 13 mei 2011       | Welcome to Ash's theme park.                                                                                    | Oorspronkelijk in première op Spike TV.              |
| 9.  | Ash at Gearbox Software (Part 2) | 3 juni 2011       | Games aren't made by just one person. Except for games Brent works on.                                          |                                                      |
| 10. | E3 2011: Booth Babes             | 9 juni 2011       | It's about booth babes.                                                                                         |                                                      |
| 11. | E3 2011: Sellin' Out             | 9 juni 2011       | With Super Amazo Special Guests. Two of them.                                                                   |                                                      |
| 12. | E3 2011: Happiest Place          | 10 juni 2011      | In which GameTrailers regrets hiring us.                                                                        |                                                      |
| 13. | Toonstruck                       | 17 juni 2011      | Dad never told the kids about the time he met Christopher Lloyd - now with bloopers!                            |                                                      |
| 14. | Gearbox Software Part III        | 1 juli 2011       | Where's Duke? Ash uses her feminine charms to find the king.                                                    |                                                      |
| 15. | Cooking Mama                     | 15 juli 2011      | Ash and Anthony learn to cook with Mom!                                                                         |                                                      |
| 16. | New Gamer Dictionary Part II     | 29 juli 2011      | Time for another round of new gaming definitions!                                                               |                                                      |
| 17. | Minecraft                        | 12 augustus 2011  | Anthony asks for Ash's expert help to craft the best mine ever! Will he ever learn?                             |                                                      |
| 18. | NBA JAM                          | 27 augustus 2011  | Anthony knows how to balance the teams. Dad knows how to take out the trash.                                    | Oorspronkelijk in première op het Penny Arcade Expo. |
| 19. | Gearbox Software Part IV         | 9 september 2011  | So, how'd you like the ending of Borderlands?                                                                   |                                                      |
| 20. | Lord of the Rings                | 23 september 2011 | A helpless Anthony suffers through character selection in Lord of the Rings.                                    |                                                      |
| 21. | Fallout: New Vegas               | 7 oktober 2011    | Should permanent death be included in all games? Ashe [sic] puts this idea to the test.                         |                                                      |
| 22. | Left 4 Dead: The Sacrifice       | 21 oktober 2011   | The Halloween season begins as Ash pulls the fam together for some Left 4 Dead style sacrificing.               |                                                      |
| 23. | F.E.A.R. 3                       | 4 november 2011   | The horror... the horror.                                                                                       |                                                      |
| 24. | Davis Helps Out                  | 18 november 2011  | Davis steps in to help as the siblings experience writer's block.                                               |                                                      |
| 25. | Mischief Makers                  | 2 december 2011   | Ash gains a little more than she bargained for from this plat-uzzler plazz-former.                              |                                                      |
| 26. | Deathspank                       | 23 december 2011  | Ash schools us on the real art of comedy in video games.                                                        |                                                      |
| 27. | Scott Pilgrim                    | 6 januari 2012    | Ash and Davis sit down for a nice heart-to-heart about wife-beating.                                            |                                                      |
| 28. | A Death in the Family, Part I    | 27 januari 2012   | Anthony and Ash are attacked by the Foot Clan as the season's villain is revealed!                              |                                                      |
| 29. | A Death in the Family, Part II   | 17 januari 2012   | Can Ash save her brother and herself from the ultimate betrayal of Papa Burch? Find out in the Season 3 finale! |                                                      |

### Seizoen 4 (2012-2013)
| Nr. | Titel                               | Uploaddatum       | Beschrijving (Engels) | Opmerkingen                                     |
| --- | ----------------------------------- | ----------------- | --- | ----------------------------------------------- |
| 1.  | Rayman Origins                      | 16 maart 2012     | Can the happiest and most fun-filled Rayman game possibly have healing powers?                                                                                | Oorspronkelijk in première op Spike TV.         |
| 2.  | Best Game of 2011                   | 30 maart 2012     | Anthony attempts to compete with an unexpected amount of flawless logic from Ash as the duo nominate the best games of 2011!                                  |                                                 |
| 3.  | Skyrim                              | 13 april 2012     | Ash displays some mad skills that would make the Nine Divines proud.                                                                                          | Oorspronkelijk in première op Spike TV.         |
| 4.  | Dinner Metaphors                    | 4 mei 2012        | Ash cooks up a handful of delicious metaphors for today’s modern sandbox games with a little help from Davis!                                                 |                                                 |
| 5.  | Hot Slutz                           | 18 mei 2012       | Now with more cleavage than ever before… |                                                 |
| 6.  | E3 2012: Live from 3COM             | 6 juni 2012       | Papa Burch hits the floor armed with some hard-hitting questions.                                                                                             |                                                 |
| 7.  | E3 2012: Jesus Christ 64            | 7 juni 2012       | Have you found Jesus? Have you at least played his video game?                                                                                                |                                                 |
| 8.  | E3 2012: Butt Awards                | 8 juni 2012       | Ash and Anthony break down what was butt and what was not butt at E3 2012 in this episode of Hey Ash, Whatcha Playin’?                                        |                                                 |
| 9.  | Driver: San Francisco               | 28 juni 2012      | The power to Shift could not have landed in more dangerous hands                                                                                              |                                                 |
| 10. | Quantum Conundrum                   | 13 juli 2012      | Not even your happy place is safe when Ash gets control of dimensions.                                                                                        |                                                 |
| 11. | Game of Thrones: The Game           | 3 augustus 2012   | Ash and Anthony explore the challenge of staying faithful to a franchise while still making a game fun to play.                                               |                                                 |
| 12. | Dance Central 2                     | 24 augustus 2012  | Something's different about Ash's favorite Dance Central character.                                                                                           |                                                 |
| 13. | Saints Row the Third                | 1 september 2012  | Sandbox fun for the whole family that may just be too much for Ash to handle in this special episode debuted at the GT Film Festival Panel at PAX Prime 2012! | Oorspronkelijk in première op PAX 2012.         |
| 14. | Diablo III                          | 21 september 2012 | The fam confronts Anthony about his addiction to Diablo III.                                                                                                  |                                                 |
| 15. | Batman                              | 5 oktober 2012    | Arkham's criminals don't stand a chance against the world's greatest detective, Ashly Burch.                                                                  |                                                 |
| 16. | Call of Duty: Black Ops II          | 19 oktober 2012   | Activision CEO, Ashly Kotick, isn't satisfied unless Black Ops II drops some Shock and Awe on the industry.                                                   |                                                 |
| 17. | Indiana Jones                       | 16 november 2012  | Anthony educates Ashly on the inspiration for the Tomb Raider and Uncharted series, but the lesson plan takes a horrible turn.                                |                                                 |
| 18. | Tomb Raider                         | 7 december 2012   | Ash busts the myth that personality is what makes a well-rounded female character.                                                                            |                                                 |
| 19. | Civilization V                      | 11 januari 2013   | Ash makes a penetrating power play for World Leader in Civ 5.                                                                                                 | *Volwassen inhoud*                              |
| 20. | Doctor Who                          | 18 januari 2013   | Ash reveals Anthony's Timelord nature after discovering that microtransactions are bigger on the inside.                                                      |                                                 |
| 21. | Earthbound                          | 22 februari 2013  | Anthony battles writer's block (and Ashly's Earthbound shenanigans), forcing him to look to his progenitor for help.                                          |                                                 |
| 22. | Girl Games                          | 22 maart 2013     | Defeated by the burden of being a girl, Ash tries her hand at some authentic girl games.                                                                      |                                                 |
| 23. | Borderlands 2                       | 5 april 2013      | Get your totems ready as Anthony recalls his trials and tribulations from writing Borderlands 2.                                                              |                                                 |
| 24. | Escape Goat                         | 3 mei 2013        | Oh the drama! Goats, wizard-rats and a scheming Ashly. What have we wrought!?                                                                                 |                                                 |
| 25. | Dear Esther                         | 25 juni 2013      | The family embarks on a picnic to bond in a way that only a masterful narrative can describe.                                                                 | Oorspronkelijk in première op Pacific NerdWest. |
| 26. | Sexy Booth Babes                    | 12 juli 2013      | Ash and Davis show off some epic sweet-talk skills on the floor of E3 2013. Face it, you'll never be this good at talking to hot girls.                       |                                                 |
| 27. | Spy Party                           | 26 juli 2013      | What makes Ashly shaken, not stirred? I spy a killer at this party. Burch beware!                                                                             |                                                 |
| 28. | Noir                                | 13 augustus 2013  | A mystery is afoot and P.I. Ash Burch is on the case. Will she uncover the truth or end bottles up in failure.                                                |                                                 |
| 29. | Unfinished Business (Finale Part 1) | 23 oktober 2013   | Ash receives a lucrative proposition. |                                                 |
| 30. | Taken to School (Finale Part 2)     | 23 oktober 2013   | Oh it's on. |                                                 |

### Seizoen 5 (2015-2016)
| Nr. | Titel                      | Uploaddatum       | Beschrijving (Engels)                                                            |
| --- | -------------------------- | ----------------- | -------------------------------------------------------------------------------- |
| 1.  | Gone Home                  | 8 juli, 2015      | The Burchs discuss the merits of length vs quality vs lesbians.                  |
| 2.  | Dance Central 3            | 22 juli 2015      | DCI agents Ashly & Anthony Burch walk the beat.                                  |
| 3.  | Pokemon Unchained          | 5 augustus 2015   | Serve no Master Ball.                                                            |
| 4.  | Kerbal Space Program       | 19 augustus 2015  | Ash teaches Anthony how to land some moon.                                       |
| 5.  | Animal Crossing: New Leaf  | 6 september 2015  | Requiem for a B.R.E.A.M.                                                         |
| 6.  | Cookie Clicker             | 16 september 2015 | Capitalism you can taste!                                                        |
| 7.  | NFL Blitz                  | 1 oktober 2015    | The family takes some late hits.                                                 |
| 8.  | Ecco The Dolphin           | 23 oktober 2015   | Ash gets lost jogging down memory lane.                                          |
| 9.  | Banjo-Kazooie              | 5 november 2015   | A rare role-reversal puzzles Anthony.                                            |
| 10. | Peachy                     | 25 november 2015  | Ash goes on a soap box bender.                                                   |
| 11. | Kirby Super Star           | 15 december 2015  | There are no winners in Megaton Punch.                                           |
| 12. | Christmas with the Burches | 25 december 2015  | Ash helps Davis and Anthony spice up their holiday.                              |
| 13. | Scale                      | 20 januari 2016   | A game about making things bigger or smaller.                                    |
| 14. | Mass Effect 3              | 5 februari 2016   | A playthrough of the space opera's epic conclusion causes the family to reflect. |
| 15. | Game of Thrones (Telltale) | 14 juni 2016      | Anthony once again gives into fan requests.                                      |
| 16. | Gravity Ghost              | 23 augustus 2016  | Erin regrets hiring Ash to voice the main character of her game.                 |
| 17. | Hatoful Boyfriend          | 31 oktober 2016   | Ash puts her dating strats to the test.                                          |
| 18. | Chrono Trigger             | 31 december 2016  | Time heals all wounds.                                                           |

### Specials (2013-heden)
| Titel                                                           | Uploaddatum      | Beschrijving (Engels)                                                   | Opmerkingen                                                                |
| --------------------------------------------------------------- | ---------------- | ----------------------------------------------------------------------- | -------------------------------------------------------------------------- |
| The Wind Waker                                                  | 26 november 2013 | Link shows Beedle his wand.                                             | Winnaar van Nintendo's Wii U Video Challenge.                              |
| The Hobbit: Kingdoms of Middle-Earth                            | 6 januari 2014   | Ash and Anthony play a game of throne. Just one.                        | Gesponsord door Kabam Games als onderdeel van een promotiecampagne.        |
| Gorilla Wayfare                                                 | 17 januari 2014  | Ash debuts the latest in transportation technology.                     | Samenwerking met Rocket Jump voor het winnen van de Wii U Video Challenge. |
| Local Multiplayer Etiquette                                     | 24 maart 2014    | Ash teaches you the do's and don'ts of local multiplayer.               | Gemaakt voor het Independent Games Festival 2014.                          |
| Making an Indie Game                                            | 24 maart 2014    | Ash attempts to qualify for an IGF award.                               | Gemaakt voor het Independent Games Festival 2014                           |
| Tank Domination                                                 | 3 juni 2014      | #GETTUNKED                                                              | Gesponsord door Game Insight als onderdeel van een promotiecampagne.       |
| Human Resources                                                 | 14 oktober 2014  | The humans are safe for now.                                            | Gesponsord als onderdeel van een Kickstarter campagne.                     |
| SJW                                                             | 4 maart 2015     | SJW - Hey Ash Whatcha Playin'?                                          | Gemaakt voor het Independent Games Festival 2015                           |
| This War of Mine                                                | 9 maart 2015     | Ash scribbles on her cousin's psyche with a morally gray crayon.        | Gemaakt voor het Independent Games Festival 2015                           |
| Schrödinger's Cat and the Raiders of the Lost Quark             | 2 juni 2015      | Ash briefly contemplates quantum superposition.                         | Gesponsord door Italic Pig als onderdeel van een promotiecampagne.         |
| Season 5 & Patreon                                              | 1 juli 2015      | New Episodes every other week starting 7/8/15                           | Aankondiging voor een vijfde seizoen                                       |
| Undertale (IGF)                                                 | 23 maart 2016    | The charming indie game sweeps the nation.                              | Gemaakt voor het Independent Games Festival 2015                           |
| 2015 Emotional Challenge (IGF)                                  | 11 april 2016    |                                                                         | Gemaakt voor het Independent Games Festival 2015                           |
| GameStop                                                        | 18 november 2016 |                                                                         | gesponsord door GameStop                                                   |
| Stardew Valley (IGF)                                            | 1 maart 2017     |                                                                         | Gemaakt voor het Independent Games Festival 2017                           |
| Event[0] (IGF)                                                  | 6 maart 2017     |                                                                         | Gemaakt voor het Independent Games Festival 2017                           |
| Getting Over It with Bennett Foddy (IGF)                        | 21 maart 2018    |                                                                         | Gemaakt voor het Independent Games Festival 2018                           |
| Baba Is You (IGF)                                               | 21 maart 2018    |                                                                         | Gemaakt voor het Independent Games Festival 2018                           |
| Game Analyst (GDC)                                              | 21 maart 2018    |                                                                         | Gemaakt voor het Game Developers Choice Awards 2018                        |
| It's-a-Me Official Trailer 1 (2018) - Super Mario Odyssey Movie | 21 maart 2018    |                                                                         | Gemaakt voor het Game Developers Choice Awards 2018                        |
| GameStop After Dark                                             | 28 augustus 2019 | GameStop presents exclusive titles intended to titillate mature gamers. | gesponsord door GameStop                                                   |